# 위저드리 V: 대격동의 중심
《위저드리 V: 대격동의 중심》는 서테크가 제작한 1988년 롤플레잉 비디오 게임이다. 《위저드리》 시리즈의 다섯 번째 본편으로, 애플 II, 코모도어 64, MS-DOS를 포함한 컴퓨터 플랫폼으로 개발돼 출시됐다.
《위저드리 III: 릴가민의 유산》에서 르크레베스의 수정구를 사용해 세계의 평화를 찾은 후를 다룬 후속작이다. 어느 날 각지에서 혼돈의 힘이 쏟아지는 '대격동' 현상이 발생하자, 모험가들이 혼돈의 힘을 격리할 수 있는 능력자 '문지기'를 찾는 이야기를 그렸다.
전작과 대조적으로 게임플레이상 던전의 크기가 증가하고 게임진행에 필수적인 수수께끼와 논플레이어 캐릭터가 다량으로 추가된 것이 특징이다. 캐릭터 직업이 더욱 세분화돼, 도적이 은신하고 공격하거나 함정을 해제하는 등 던전을 탐험하는 데 도움을 주는 요소가 증가했다.
컴퓨터판 출시 이후 1992년에 슈퍼 패미컴과 PC 엔진 CD 이식판이 출시됐다.

## 반응
〈게임프로〉는 슈퍼 패미컴판 《위저드리 V》에 대해 비적대적 괴물의 등장과 수수께끼 추가는 이전 《위저드리》보다 발전했으나, 게임플레이 방면에선 세이브 파일을 하나만 지원하고 같은 던전을 여러 차례 방문해야한다는 점에서 《파이널 판타지 IV》같은 동시대 슈퍼 패미컴 RPG보다 뒤떨어졌다고 평했다.

## 참조

### 주해
1. ↑  영어: Wizardry V: Heart of the Maelstrom, 일본어: ウィザードリィV 災渦の中心